# Regal Rexnord
Regal Rexnord Corporation (NYSE: RRX) er en amerikansk producent af elmotorer og drivlinjer til industrien med hovedkvarter i Milwaukee, Wisconsin. De har 32.000 ansatte og en årsomsætning på 6,3 mia. $.
De ejer bl.a. Altra Industrial Motion, Century, Durst, Fasco, Genteq, Marathon Electric, Mastergear Worldwide, LEESON Electric og Thomson Technology.